# Wapen van Kinrooi

Het wapen van Kinrooi.

Het wapen van Kinrooi is het heraldisch wapen van de Limburgse gemeente Kinrooi. Het wapen werd op 3 december 1987 bij ministerieel besluit toegekend aan de fusiegemeente Kinrooi.

## Geschiedenis
De na twee fusierondes ontstane fusiegemeente Kinrooi vroeg en kreeg in 1987 een gemeentewapen waarin werd verwezen naar het complexe verleden van de verschillende deelgemeenten. Het gedeelde schild toont in het eerste deel de dwarsbalken van keel en goud van het graafschap Loon, dat fungeerde als leenheer van het graafschap Horn waartoe de deelgemeenten Ophoven en Geistingen behoorden en die tevens voogd waren van het Luiks vrijdorp Neeritter (waartoe Molenbeersel lag), terwijl in de tweede helft een halve Rijksadelaar wordt getoond, verwijzend naar de rijksheerlijkheid Kessenich (waartoe Kessenich en Kinrooi zelf behoorden) en naar het Abdijvorstendom Thorn dat ook meerdere bezittingen had wat nu Kinrooi is. Achter dit schild is Sint-Lambertus, de patroonheilige van Geistingen en Neeritter, én van het Luikse kapittel van Sint-Lambertus dat Neeritter bezat, als schildhouder geplaatst.

## Blazoenering
De huidige blazoenering luidt:
Gedeeld 1. gedwarsbalkt van tien stukken van goud en van keel 2. in goud een halve keizerlijke adelaar van sabel. Het schild geplaatst voor een Sint-Lambertus van goud.— Ministerieel besluit van 3 december 1987.

## Vergelijkbare wapens

Het wapen van Loon en alle afgeleide wapens daarvan.
Het wapen van Hamont.
Het wapen van Beringen (Loonse stad).
Het wapen van Bilzen (Loonse stad).
Het wapen van Borgloon (Loonse stad).
Het wapen van Bree (Loonse stad).
Het wapen van Dilsen-Stokkem (Stokkem = Loonse stad).
Het wapen van Genk.
Het wapen van Hamont-Achel (Loonse stad).
Het wapen van Hasselt (Loonse stad).
Het wapen van Herk-de-Stad (Loonse stad).
Het wapen van Maaseik (Loonse stad).
Het wapen van Nieuwerkerken.
Het wapen van Peer (Loonse stad).
Het wapen van Zutendaal.